# Dioplosyllis infuscata
Dioplosyllis infuscata är en ringmaskart som först beskrevs av Ehlers 1901.  Dioplosyllis infuscata ingår i släktet Dioplosyllis och familjen Syllidae. Inga underarter finns listade i Catalogue of Life.